# Never Say Die!
Never Say Die! je osmé studiové album britské skupiny Black Sabbath. Spolu s albem Technical Ecstasy už nebylo tak úspěšné jako předešlá alba Black Sabbath. Je také posledním albem Black Sabbath 70. let.
Ještě před začátkem nahrávání Ozzy kapelu opustil a byl nahrazen Davem Walkerem, členem skupiny Fleetwood Mac. Walker pro album napsal i pár skladeb. Ozzy se nakonec ke skupině vrátil, ale odmítl zpívat Walkerem napsané skladby. Ty byly tedy částečně přepsány, např. "Junior's Eyes" (která nakonec pojednávala o nedávné smrti Ozzyho otce). Všichni čtyři členové zpívají ve skladbě "A Hard Road".
Od předchozího alba, které je spíše syntezátorového ražení se liší jednodušším stylem, ne však v duchu začátků Black Sabbath.
Album bylo nahrávané jako jediné mimo USA či v zemích Spojeného království, a to v Torontu v Kanadě.

## Seznam skladeb
Autory skladeb jsou Ozzy Osbourne, Tony Iommi, Geezer Butler a Bill Ward.
| Pořadí | Název                     | Délka |
| ------ | ------------------------- | ----- |
| 1.     | Never Say Die             | 3:49  |
| 2.     | Johnny Blade              | 6:28  |
| 3.     | Junior's Eyes             | 6:42  |
| 4.     | A Hard Road               | 6:04  |
| 5.     | Shock Wave                | 5:15  |
| 6.     | Air Dance                 | 5:17  |
| 7.     | Over to You               | 5:22  |
| 8.     | Breakout (instrumentální) | 2:35  |
| 9.     | Swinging the Chain        | 4:17  |

## Sestava
- Ozzy Osbourne - zpěv
- Tony Iommi – kytara, doprovodný zpěv ve skladbě "A Hard Road"
- Geezer Butler – baskytara, doprovodný zpěv ve skladbě "A Hard Road"
- Bill Ward – bicí, zpěv ve skladbě "Swinging the Chain", doprovodný zpěv ve skladbě "A Hard Road"
- Don Airey – klávesy
- John Elstar – harmonika
- Will Malone – žesťová aranžmá